# Kiara Klug
Kiara Klug (12 de abril de 2003) es una deportista alemana que compite en halterofilia. Ganó una medalla de plata en el Campeonato Europeo de Halterofilia de 2025, en la categoría de +87 kg.

## Palmarés internacional
| Campeonato Europeo | Campeonato Europeo  | Campeonato Europeo | Campeonato Europeo |
| Año                | Lugar               | Medalla            | Categoría          |
| ------------------ | ------------------- | ------------------ | ------------------ |
| 2025               | Chisináu (Moldavia) | Medalla de plata   | +87 kg             |